# 姆皮吉區
姆皮吉區是非洲中部國家烏干達的111個區之一，由中部區負責管轄，首府是姆皮吉，距離首都坎帕拉23公里，主要的經濟產業是農業，2010年人口估計為241,600。

## 外部連結
- （页面存档备份，存于）

00°14′N 32°20′E / 0.233°N 32.333°E